# Primeiras Estórias
Primeiras Estórias (en español; Primeras Historias) es el nombre del libro de cuentos escrito por el escritor brasileño João Guimarães Rosa. Contiene 21 cuentos que transcurren, en su mayoría, en un ambiente rural no específicado.

## Análisis de la obra
La mayoría de los relatos en Primeras historias, aunque sólo pretenden narrar "casos del sertão", presentan una síntesis de la totalidad de la existencia de los protagonistas, las historias de Rosa intentan vencer la rutina, sobrepasar el peso de la vida cotidiana y de la miseria a través de la risa, la mirada lúdica y la resurrección del momento presente; predominan aún epifanías afirmativas y positivas asociadas al bien y al amor.
En cuanto a los personajes, Alfredo Bosi dijo:

Muchos personajes de "Primeras historias" se hallan privados de salud, de recursos materiales, de posición social e incluso del pleno uso de la razón. Por los esquemas de una lógica social moderna, estrictamente capitalista, sólo les queda esperar la miseria, la abyección, el abandono, la muerte. El narrador, cuyo ojo perspicaz nada pierde, no ahorra detalles sobre su estado de carencia extrema.
Bosi, 1998, p.23.

## Cuentos
Estos son los cuentos con narrador en 1ª persona:
- Famigerado
- A Terceira Margem do Rio
- Pirlimpsiquice
- O Espelho
- O Cavalo que bebia cerveja
- Luas-de-mel
- A Benfazeja
- Darandina
- Tarantão, meu patrão...

Cuentos con narrador en 3ª persona:
- As Margens da Alegria
- Sorôco, sua mãe e sua filha
- A Menina de Lá
- Os Irmãos Dagobé
- Nenhum, nenhuma
- Fatalidade
- Sequência
- Nada e a nossa Condição
- Um Moço Muito Branco
- Partida do Audaz Navegante
- Substância
- Os Cimos

## Adaptación cinematográfica
En 1999, el libro Primeras historias fue adaptado para el cine por Pedro Bial como la película Otras historias. La película se basó en cinco cuentos del libro Primeras historias: "Famigerado", "Os irmãos Dagobé", "Nada e nossa condição", "Substância e Soroco, sua mãe, sua filha". Sin embargo, no se trata de transposición de una obra literaria para el cine, sino, antes, de una concepción de ella como posibilidad cinematográfica.